# La Dehesa (Minas de Riotinto)
La Dehesa es un núcleo de población perteneciente al municipio español de Minas de Riotinto, en la provincia de Huelva, dentro de la comunidad autónoma de Andalucía. Según datos del INE, en el año 2020 contaba con una población de 266 habitantes. El núcleo de La Dehesa nació a finales del siglo XIX como un poblado obrero ligado a las actividades mineras de la zona. Se encuentra situado junto al yacimiento de Cerro Colorado.    

## Historia
Del período romano en la zona de La Dehesa han llegado hasta nuestros días los restos de una necrópolis de cierta importancia.
En 1873 la Rio Tinto Company Limited (RTC) adquirió las minas de Riotinto, iniciándose una expansión de las actividades mineras y metalúrgicas en la zona. Esto conllevó un aumento considerable de la mano de obra necesitada para desarrollar las labores y, en consecuencia, un aumento de la población. Entre 1883 y 1888 fueron articulándose una serie de poblados obreros de nueva creación para albergar a los inmigrantes que iban llegando a la zona: Alto de la Mesa, El Valle, La Atalaya, La Naya, Río Tinto-Estación o La Dehesa. A comienzos del siglo XX se produjo un importante crecimiento de la población debido a la necesidad de un mayor número de trabajadores por la expansión de los trabajos mineros, alcanzando en 1910 el núcleo de La Dehesa su máxima población: 1131 habitantes. RTC dotó a este poblado de plaza pública, capilla, casino obrero, escuela y un mercado de abastos.
A diferencia de lo ocurrido con otros poblados durante la segunda mitad del siglo XX, La Dehesa no fue desmantelado y ha continuado estando habitado. Aunque se ha conservado intacta la trama urbana original, la tipología edificatoria se ha visto muy alterada. De hecho, a finales de la década de 1960 se levantó en sus inmediaciones una planta industrial que servía a la explotación del Cerro Colorado.